# Янг, Малькольм
Малькольм Митчелл Янг (англ. Malcolm Mitchell Young; 6 января 1953, Глазго, Шотландия — 18 ноября 2017, Сидней, Австралия) — австралийский рок-музыкант, известен как основатель и ритм-гитарист рок-группы AC/DC. Брат Джорджа и Ангуса Янгов.

## Перед AC/DC
Малькольм Митчелл Янг родился в многодетной семье. Когда Малькольму было 10 лет, семья Янгов переехала в Австралию. Как и его старший брат Джордж, Малькольм был талантливым футболистом и собирался сделать спортивную карьеру.
Родители Малькольма — Уильям и Маргарет, эмигрировали из Глазго, Шотландия, в Сидней, Австралия, зимой 1963 года вместе со своими детьми Джорджем, Маргарет, Малькольмом и Ангусом, оставив старшего сына Алекса в Великобритании. В конце концов они поселились в Бервуде, пригороде Сиднея.
Джордж Янг состоял в рок-группе Easybeats. Группа достигала первых позиций в австралийских чартах в 1965—1968 годах. Композиция «Friday On My Mind» попала в зарубежные чарты.
Малькольм сначала играл в группе «The Velvet Underground» из Ньюкасла, Новый Южный Уэльс (не путать с нью-йоркским Velvet Underground). Они играли кавер-версии песен T. Rex и The Rolling Stones. Его брат, Ангус, начал играть в другой группе под названием Kentuckee.

## AC/DC
Малькольм и Ангус основали AC/DC в ноябре 1973 года, когда Малькольму было 20 лет, а Ангусу 18. Их первое национальное турне прошло в 1974 году с вокалистом Дэйвом Эвансом, который, впрочем, в том же году был заменен на Бона Скотта.
В 1976 году AC/DC переехали в Великобританию, после чего помимо записей начались также активные международные гастроли, сделавшие график работы коллектива напряжённым.
1980 год стал для группы поворотным, хотя начинался он тяжело и трагично — в разгар работы над новым материалом погиб Бон Скотт, что поставило под сомнение дальнейшее существование коллектива. Однако, несмотря на потерю, группа не распалась; более того, найдя Скотту замену в лице Брайана Джонсона, AC/DC всё-таки выпустили альбом Back in Black, оглушительный успех которого сделал группу всемирно известной и вывел в один ряд с такими значимыми исполнителями, как Led Zeppelin и Black Sabbath. Этот релиз, самый успешный в истории группы, занимает также вторую позицию в списке самых продаваемых альбомов (на данный момент продано более 49 млн копий).
Малькольм Янг пропустил тур 1988 года из-за проблем с алкоголем. Эта причина была скрыта: по официальной версии он пропустил тур из-за болезни сына. В конечном счёте Малькольм справился с зависимостью от алкоголя и вернулся в группу. Во время отсутствия Малькольма его заменял племянник Стиви. Интересно, что в силу незначительной (всего 3 года) разницы в возрасте и внешнего сходства Малькольма и Стиви некоторые фаны даже не заметили замены гитариста.
На раннем этапе своей карьеры Малькольм женился на Линде, от которой имеет дочь Кару (родилась во время записи сессий Back In Black) и сына Росса, появившегося на свет в 1982 году. Малькольм проводил большую часть жизни в Великобритании, приезжая в Австралию на каждое рождество в свой дом с названием «Oncaparinga» в пригороде Сиднея Восточный Балмэйн.
Малькольм Янг внесён в издание «Кто есть кто в Австралии» в 2004—2005 годах.

## Болезнь и смерть
В последний раз выступил с группой в заключительном концерте тура «Black Ice» в Бильбао в 2010 году. В апреле 2014 года Малькольм из-за проблем со здоровьем официально покинул группу.
В сентябре 2014 года семья Малькольма Янга подтвердила, что он страдает от деменции — болезни мозга, вызывающей нарушения памяти и мыслительной функции.
Неназванный источник, близкий к семье Янг, сообщил: «Если вы находились в комнате с ним, вышли и вернулись через минуту, то он не вспомнит, кто вы. Он совершенно потерял краткосрочную память».
В опубликованном в 2014 году заявлении AC/DC, которое было приурочено к выпуску шестнадцатого по счёту студийного альбома Rock or Bust, среди прочего было сказано следующее: «К сожалению, в силу состояния здоровья Малькольма, он не вернётся в группу». В гастрольном туре AC/DC 2015 года Малькольм также был заменен Стиви Янгом.
18 ноября 2017 года после продолжительной болезни Янг скончался в кругу своей семьи, всего на месяц пережив своего старшего брата Джорджа. Похоронная церемония была проведена в закрытом режиме, семья покойного не откликнулась на просьбу фанатов о прямой трансляции похорон.

## Наследие и влияния
В 1960-х и 1970-х годах Малькольм Янг считался ярким представителем «роковой» ритм-гитары.
Ему посвящены песня и одноимённый альбом австралийской панк-рок-группы Frenzal Rhomb — Forever Malcolm Young.
Журнал Guitar Player заявил, что секрет техники Малькольма Янга в игре открытыми аккордами через связку небольших усилителей с низким уровнем перегрузки сигнала. В 2009 году журнал Classic Rock включил Малькольма (так же как и его брата Ангуса) в список величайших гитаристов всех времен.